# قرية فرق
قرية فرق هي إحدى قرى ولاية نزوى في سلطنة عمان، تقع قرية فرق في الجنوب الشرقي للولاية، تحدها من جهة الجنوب ولاية منح ومن جهة الغرب سلسلة جبال تسمى بالحلاة ومن جهة الشرق توجد نيابة بركة الموز، تشتهر قرية فرق بأشجار النخيل كما كانت تشتهر قديما بزراعة نبات النيل أو العضلم والذي يستخدم في صباغة الملابس. يقع جبل الحوراء في قرية فرق من جهة الشمال الشرقي، وفي القرية أيضا قلعتان أحداهما تتوسط القرية والأخرى في جهة الشمال حيث كانت لها دورا في الدفاع عن القرية ضد الأعداء. بها فلج ماء عذب غزير يسمى فلج «أبو حمار» يسقى منه أشجار النخيل والمزروعات الأخرى، اشتهرت فرق بشعراءها وعلمائها أمثال الإمام جابر بن زيد والذي هاجر إلى البصرة لتلقي العلم من الصحابة والتابعين. وقبر ابنته الشعثاء معروف إلى الآن في فرق. من أبرز شعراءها شاعر الجوف الشيخ المر بن سالم الحضرمي والشاعر عبد الله بن ماجد الحضرمي.